# Aluminiumhydroxiddiacetat
Aluminiumhydroxiddiacetat (IUPAC, pharmazeutisch Liquor Aluminii acetici) ist ein Aluminiumsalz der Essigsäure und zählt zu den Aluminiumacetaten.

## Gewinnung und Darstellung
Aluminiumhydroxiddiacetat lässt sich direkt darstellen, indem man Natriumaluminat mit Essigsäure zur Reaktion bringt.

## Verwendung
Aluminiumhydroxiddiacetat findet in der Medizin aufgrund seiner antiseptischen, adstringierenden und kühlenden Wirkung Verwendung in der Behandlung von Insektenstichen, Verbrennungen ohne offene Wunden, Prellungen und Verstauchungen, allerdings niemals auf offenen Wunden. Häufig wird es als essigsaure Tonerde bezeichnet und als gelartige Substanz in Tuben oder Dosen verkauft. Essigsaure Tonerde enthält oft Weinsäure als Stabilisierungsmittel.
Seit 1977 wird Aluminiumhydroxiddiacetat in der Liste der unentbehrlichen Arzneimittel der Weltgesundheitsorganisation geführt.
Aluminiumhydroxiddiacetat in 2,5%iger Lösung findet auch zur Imprägnierung von Baumwoll- oder Mischgewebe Verwendung, z. B. bei Gruppen- oder Großzelten wie Kohten. Es dient auch als Beizmittel in der Textilfärbung.
Essigsaure Tonerde wird gelegentlich verwendet, um die Haftung von Putzmörteln an Untergründen mit Sinterhaut oder mit Salzbelastung zu verbessern. Verwendet wird typischerweise eine 1%ige Lösung, deren pH-Wert etwa 4 beträgt.

## Handelsnamen
Aluminiumhydroxiddiacetat ist in Deutschland in Kombination mit Algeldrat unter dem Namen Lenicet erhältlich.